# Claus Thomsen
Claus Thomsen (Aarhus, 1970. május 31. –) dán válogatott labdarúgó.

## Pályafutása

### Klubcsapatban
Aarhusban született, a pályafutását a helyi csapatban az AGF Aarhusban kezdte. 1992-ben dán kupát nyert csapatával.
1994-ben az Ipswich Town együtteséhez igazolt, ahol három szezont töltött.
1997 januárjában az Everton szerződtette. 1998-ban visszatért Dániába egy kis időre az Akademisk BK csapatába. 1998 szeptemberében a német VfL Wolfsburg szerződtette és itt is fejezte be a pályafutását 2002 áprilisában.

### A válogatottban
1989 és 1992 között 18 alkalommal lépett pályára a dán U21-es válogatottban és 3 gólt szerzett. 1995 és 1999 között 20 alkalommal szerepelt a dán válogatott ban. Részt vett az 1996-os Európa-bajnokságon, ahol mindhárom csoportmérkőzésen pályára lépett.

## Sikerei, díjai
Aarhus
- Dán kupa (1): 1992

## Külső hivatkozások
- Claus Thomsen adatlapja a National-Football-Teams.com oldalon (angolul)

- Claus Thomsen (angol nyelven). FootballDatabase.eu
- Claus Thomsen (angol nyelven). dbu.dk, DBU